# São Raimundo Nonato (ort)
São Raimundo Nonato är en ort i Brasilien.   Den ligger i kommunen São Raimundo Nonato och delstaten Piauí, i den östra delen av landet, 900 km nordost om huvudstaden Brasília. São Raimundo Nonato ligger 354 meter över havet och antalet invånare är 19 569.
Terrängen runt São Raimundo Nonato är huvudsakligen platt. São Raimundo Nonato ligger nere i en dal. Det finns inga andra samhällen i närheten.
Omgivningarna runt São Raimundo Nonato är huvudsakligen savann. Runt São Raimundo Nonato är det glesbefolkat, med 11 invånare per kvadratkilometer.